# Röggesholm
Röggesholm är en halvö i Åland (Finland). Den ligger i den östra delen av landskapet, 70 km öster om huvudstaden Mariehamn. Röggesholm ligger på ön Samnäs.